# Монтевеккья
Монтевеккья (итал. Montevecchia) — коммуна в Италии, располагается в регионе Ломбардия, подчиняется административному центру Лекко.
Население составляет 2467 человек, плотность населения составляет 493 чел./км². Занимает площадь 5 км². Почтовый индекс — 23874. Телефонный код — 039.
В коммуне 29 августа особо вспоминают страдания Крестителя Господня Иоанна.